# Terremotos de Colombia central de 2023
Los terremotos de Colombia central de 2023 son un conjunto de sismos acontecidos en el centro de Colombia a lo largo del 17 y 18 de agosto de 2023. El primero ocurrió a las 12:04 UTC-5, alcanzando una magnitud de 6,1 grados en la escala de Richter y 5,8 en la escala de magnitud de momento, teniendo como epicentro el municipio de El Calvario (Meta), ubicado a 55 km de Bogotá y 21 km de Villavicencio, siendo a su vez percibido en gran parte del centro de Colombia, en ciudades tan distantes como Medellín o Bucaramanga.
Según el Servicio Geológico Colombiano el sismo principal ha tenido más de 253 réplicas que varían en intensidad, siendo la réplica del 17 de agosto del 2023 a las 20:15 UTC-5 la más fuerte, con una magnitud de 5,7 en la Escala sismológica de Richter.

## Información tectónica
Colombia es un país muy sísmicamente activo ya que en su territorio confluyen tres placas tectónicas diferentes: La Placa de Nazca, la Placa Suramericana y la Placa del Caribe. De hecho, en Colombia al mes se estima que se producen alrededor de 2500 sismos, que, en su mayoría, resultan imperceptibles.
La subducción de la Placa de Nazca debajo de la Placa de los Andes del Norte (parte de la Placa Sudamericana) ocasionalmente produce terremotos moderadamente grandes a grandes a lo largo de la costa pacífica de Colombia.  
La falla de mega cabalgamiento forma la parte norte de la Fosa Perú-Chile, que ha sido la fuente de terremotos de grandes magnitudes como el terremoto de Ecuador-Colombia de 1906 que contó con una intensidad de 8,8 en la Escala sismológica de Ritcher, convirtiéndolo en el más intenso ocurrido en el Norte de Suramérica, y el noveno terremoto de mayor magnitud registrado instrumentalmente, puesto que comparte con el Terremoto de Chile de 2010 y con el Terremoto de Sumatra de 1833 de iguales magnitudes. 

## Terremoto y daños
Al menos cinco departamentos de Colombia fueron afectados por el terremoto. Un total de seis edificios se derrumbaron y otros 154 resultaron dañados en Meta, mientras que 44 edificios resultaron afectados en Cundinamarca, incluido uno que se derrumbó. Varias edificaciones y una iglesia también resultaron dañadas en Boyacá.
En Gachalá, al menos 30 viviendas resultaron afectadas, incluidas algunas que se derrumbaron. Se derrumbó la fachada de un edificio en Guayabetal. Algunas casas fueron destruidas y otras cuatro se derrumbaron parcialmente en El Calvario, donde varios estudiantes fueron hospitalizados. En Sativanorte, un minero murió y otro resultó herido en dos minas. También resultaron heridos cuatro menores, tres de ellos en Meta y otro en Boyacá.
El Palacio de Justicia de Villavicencio resultó dañado y se rompieron los vidrios de varios edificios de la ciudad. En el sur de Bogotá, una mujer cayó y murió tras saltar del séptimo piso de un edificio debido a un ataque de pánico durante el sismo al no poder salir del apartamento. Adicionalmente 178 edificios resultaron dañados. Entre ellos se encontraba el Capitolio Nacional, sede del Congreso de Colombia, donde se desplomaron partes del techo. En el Estado Zulia en Venezuela se derrumbó una iglesia, presumiblemente por el terremoto.
Una de las réplicas afectó la vía al Llano en la jurisdicción de Quetame, Cundinamarca, donde se había producido la Tragedia de El Naranjal hace un mes, provocando un alud y caídas de rocas, así como afectaciones a viviendas cercanas.  Como consecuencia de lo anterior, se cerró temporalmente la vía para la remoción del material caído.

## Réplicas
Según el reporte del Servicio Geológico Colombiano a lo largo de la jornada de los terremotos se registraron alrededor de 253 réplicas contadas a partir del primer movimiento telúrico.
A continuación se muestran las réplicas con magnitud 2,8 o superior:
| Réplicas de los terremotos de Colombia del 17 de agosto de 2023 | Réplicas de los terremotos de Colombia del 17 de agosto de 2023 | Réplicas de los terremotos de Colombia del 17 de agosto de 2023 | Réplicas de los terremotos de Colombia del 17 de agosto de 2023 | Réplicas de los terremotos de Colombia del 17 de agosto de 2023 |
| Fecha                                                           | Hora local                                                      | Ubicación                                                       | Profundidad                                                     | MW                                                              |
| --------------------------------------------------------------- | --------------------------------------------------------------- | --------------------------------------------------------------- | --------------------------------------------------------------- | --------------------------------------------------------------- |
| 17 de agosto                                                    | 12:04                                                           | El Calvario, Meta                                               | 30 km                                                           | 6,1                                                             |
| 17 de agosto                                                    | 12:17                                                           | Villavicencio, Meta                                             | 27 km                                                           | 5,7                                                             |
| 17 de agosto                                                    | 12:40                                                           | Acacías, Meta                                                   | 16 km                                                           | 4,8                                                             |
| 17 de agosto                                                    | 20:15                                                           | Restrepo, Meta                                                  | 21 km                                                           | 5,1                                                             |
| 17 de agosto                                                    | 22:39                                                           | San Juanito, Meta                                               | 13 km                                                           | 3,2                                                             |
| 18 de agosto                                                    | 14:46                                                           | Villavicencio, Meta                                             | 20 km                                                           | 3,2                                                             |
| 19 de agosto                                                    | 06:27                                                           | Villavicencio, Meta                                             | 20 km                                                           | 3,1                                                             |
| 19 de agosto                                                    | 06:57                                                           | Villavicencio, Meta                                             | 14 km                                                           | 2,9                                                             |
| 19 de agosto                                                    | 21:10                                                           | El Calvario, Meta                                               | 20 km                                                           | 3,0                                                             |